# حرق الزارة
في سنة 283 شهدت الزارة (وهي حاضرة القطيف) أفول مجدها الزاهر، ونهاية تاريخها الزاخر على أيدي القرامطة، الذين قاموا بحرقها وتدميرها عن بكرة أبيها.
تفيد الروايات: أنّه بعد أن استفحل أمر القرامطة أزمعوا على احتلال القطيف وكانت الرئاسة فيها لبني جذيمة من عبد القيس وكان أُلي الأمر فيهم بنو أبي الحسن بن مسمار، فسار إليها أبو سعيد الجنابي على رأس جيش من المرتزقة من الأعراب ومن أهل عُمان، فلمّا عجزت قوّات بني أبي الحسن بن مسمار عن الوقوف في وجه زحف جيش أبي سعيد اعتصموا بالزارة، فحاصرها القرامطة مدة طويلة حتى أذعنوا للتسليم، عند ذلك قام القرامطة بإعدام من كان بها، ثمّ قاموا بإحراق الزارة وتدميرها تدميراً كاملاً فلم تقم لها قائمة منذ ذلك الحين.